# Tolteci
Tolteci (sing. Toltek) (ostali nazivi: Toltec, Tolteca, Tolteca-Chichimeca) su stari indijanski narod, vjerojatno iz grupe Chichimec, koji je središnjim Meksikom dominirao između 10. i 12. stoljeća.
Jezično su bili srodni Nahuatlan Indijancima, odnosno bijahu srodni Aztecima. Točno vrijeme njihova doseljenja sa sjevera, još je prilično mutno, međutim predaja tvrdi da su se doselili u 7. stoljeću pod vodstvom Mixcoatla.
Bili su majstori arhitekture, vješti u kultiviranju kukuruza, graha, pamuka i drugih kultura. Odjeća im je bila pamučna, sastojala se od pregača, vjerojatno istih onih koje su Azteci nazivali maxtatl, ex u Maya ili taparabo kod Quiché Indijanaca, a na nogama sandale od enekena (henequen). Žene su imale bezrukavni huipil, i enaguas, haljine od pamuka. Ratnik Toltek nosio je zaštitni oklop punjen pamukom, a od oružja sulice i ratne kijače s vršcima od opsidijana. Palače i kuće bijahu od kamena, a poznavali su i parne kupelji (temascal).
Tolteci su bili mnogobošci, a Tloque Nahuaque stvoritelj je svijeta. Mit spominje i divove Quinames koja su uništila stara plemena Olmeci i Xicalanca.

## Ime
Njihovo ime proizlazi od njihovog urbanog centra Tollán koje označava mjesto /gdje raste/ trska ("junto ó cerca del tule ó del tular; “Place of the Reeds” ili “reed people”). Drugi njihovo ime prevode kao master builders, u značenju "vrsni graditelji". 

## Povijest
Najranija povijest Tolteka spominje se negdje od ranog 5. stoljeća, a današnji autori osporavaju Valliantovu tvrdnju iz "The Aztecs of Mexico" da su Tolteci vladali Teotihuacanom. Prema Ixtlilxochitlu Period Tollána je od 503. – 510. Od onda počinje vladavina poglavica Chalchiuhtlanetzin 510. – 562., Ixtlilcuechahauac 562. – 614., Huetzin I 614. – 666., Totepeuh I 666. – 718., Nacoxoc 718. – 770., Mitl-tlacomihua 770. – 829., kraljica Xihuiquenitzan 829. – 833., Iztaccaltzin (Izaccaltzin) 833. – 885., Topiltzin I 885. – 959.
Ratovi s Čičimecima javljaju se u vrijeme Topiltzina. On je prisiljen svoju vlast predati u ruke Ihuitimalu. I u paralelnom kraljevstvu vlada toltečka dinastija u Dolini Meksika, tu su Mixcoatl Mazatin 804. – 869., Texcaltepocatl Huetzin 869. – 897., Ihuitimal 897. – 925., ili (887. – 923.), Topiltzin I 925. – 947. ili (923. – 947.). Ni stari indijanski podaci se ne poklapaju. Govori se da je Ihuitinal naslijedio oca 897., međutim prema "Analima iz Kvauhtitlana" (Annals of Cuauhtitlan) on mijenja odbjeglog Topiltzina 887. Topiltzin se vraća 923. a Ihuitimal završava svoje kraljevanje dvije godine kasnije (925). Stoga je Topiltzin ostao na tronu do 959., a kako slijedi bio je smjenjen 947. 
U Tollanu vladavinu nastavlja, kako kažu "Anali iz Kvauhtitlana", Matlacxochitl 947. – 983., Nauhyotzin I 983. – 997., kraljica Xiuhtlaltzin 997. – 1001. (ovu damu Valliant ne spominje), Matlaccoatzin 1001. – 1025. ili (997. – 1025.), Tlilcoatzin 1025. – 1046. i na koncu Huemac 1046. – 1121., ovo je drugo ime, prema Bancroftu, za Quetzalcoatla.

## Kultura, život i običaji Tolteka
Njihova arhitektura morala je inspirirati Azteke, posljednje pleme Nahuatlaka koje se doselilo u Meksiko. Toltečke zidove karakteriziraju zmije, lubanje i prikazi ležećeg Chacmoola (crvenog jaguara) i kolosalne statue Atlanata. 
Religijom dominiraju dva božanstva. Prvi je Quetzalcoatl (Pernata Zmija; Feathered Serpent), poznat kod Quiché Indijanaca kao Gucumatz, a kod Maya kao Kukulcan. On je učitelj i kulturni heroj, a rival mu je Tezcatlipoca (Dimno ogledalo' ili 'Ogledalo koje se dimi'; Smoked Mirror), njegova je suprotnost. U vremenu Tule, Tezcatlipocini sljedbenici otjerali su Topiltzina, negdje oko 1000. godine. Pobjegao je na jug u zemlju Maya. Njegovu prisutnost zabilježio je Popol Vuh kao Gucumatza. Riječ 'cumatz' kod njih znači 'zmija', a i ime je plemenu iz doba Popol Vuha, znači davno prije dolazaka Španjolaca. Topiltzin se kasnije vratio u Tulu. 
Tolteci su kao Maye i Quiché poznavali igru gumenom loptom u kojoj je izgubljena strana bila žrtvovana. Lopta se morala ubaciti u koš, ali igralo se samo bokovima.

## Vanjske poveznice
- The Toltecs
- The Toltecs  Arhivirana inačica izvorne stranice od 26. ožujka 2005. (Wayback Machine)
- Toltecs  Arhivirana inačica izvorne stranice od 5. prosinca 2006. (Wayback Machine)
- Toltec Canoes on Mural in Temple of the Warriors  Arhivirana inačica izvorne stranice od 22. svibnja 2006. (Wayback Machine)
- Toltec Statues of Tula  Arhivirana inačica izvorne stranice od 16. svibnja 2008. (Wayback Machine)